# Olmedilla de Alarcón
Olmedilla de Alarcón és un municipi de la província de Conca, a la comunitat autònoma de Castella-La Manxa. Es troba entre Motilla del Palancar i Buenache de Alarcón, molt proper a Alarcón,